# Улица Украинас Неаткарибас
Улица У́краинас Не́аткарибас (латыш. Ukrainas neatkarības iela — «улица Независимости Украины») — улица в Риге, Латвия. Имеет длину около 65 метров, проходит от парка Кронвалда до улицы Николая Рериха. Была выделена из состава улицы Антонияс в марте 2022 года в знак осуждения вторжения России в Украину. Этот район Риги включён в список Всемирного наследия ЮНЕСКО.

## История

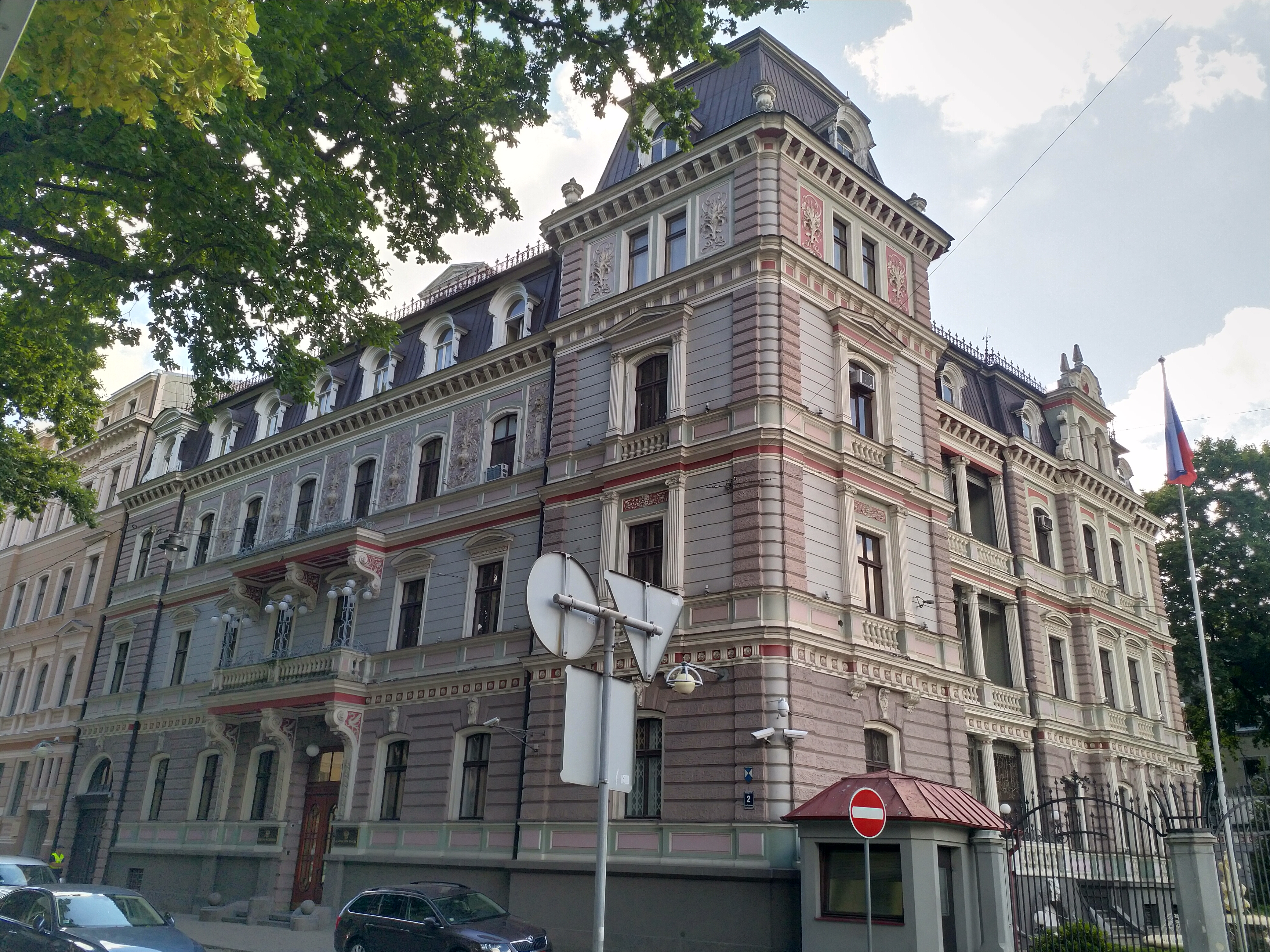
Посольство Российской Федерации в Латвии

В марте 2022 года Рижская дума приняла решение отделить от улицы Антонияс небольшой участок, на котором расположено Посольство Российской Федерации и ещё два дома (№ 1 («Музей истории медицины») и жилой дом № 4), назвав его — латыш. Ukrainas neatkarības iela (рус. улицей Независимости Украины).
Это было связано с осуждением вторжения России в Украину. Официальный адрес посольства России, как и нумерация домов на улице Антонияс, остались прежними.
Это решение было принято по примеру Вильнюса, где посольство России располагается на улице Героев Украины (лит. Ukrainos Didvyrių gatvėje).
Решение Рижской городской думы о присвоении имени улицы Независимости Украины принято в знак признательности и поддержки героической борьбы украинского народа против военных действий, инициированных Российской Федерацией на территории государства Украина.Рижская дума, 
40 депутатов высказались «за» переименование участка улицы, трое — «против». Ни один депутат не воздержался при голосовании. Депутат Владимир Бузаев объяснил на собрании, почему он проголосовал против такого решения. Он заявил, что оно должно быть сначала передано в комитеты и только потом рассмотрено на заседании совета. Также Бузаев сравнил это с изменением интерпретации истории, учитывая идеологические мотивы. В ответ на заявление Бузаева депутат Угис Ротберг отметил, что партия, которую представляет Бузаев, не осудила войну России против Украины, а потому должна изменить свое название на «Кремлёвский союз Латвии» (латыш. Latvijas Kremļa savienība, от Latvijas Krievu savienība).
В совместном заявлении фракции «Par!/Progresīvie», «Jaunā Vienotība», «Nacionālā apvienība/Latvijas reģionu apvienība», «Konservatīvie» и «Latvijas attīstībai» заявили, что такое решение было принято, чтобы выразить поддержку суверенитету Украины, за неделимость территории и продвижение к европейской интеграции, а также выразить самую решительную поддержку украинскому народу в сопротивлении вторжению, осуществляемому Российской Федерацией.
Рижская дума изготовила как новую табличку с названием улицы, так и поясняющую табличку, на которой написано, почему улица так называется. Дума сдала таблички посольству Российской Федерации, которое было обязано заменить ими старые в течение 3 месяцев, иначе могло быть подвергнуто штрафу до 150 евро. Посольство России изначально не ответило, собирались ли они установить таблички, а также будут ли они использовать новый официальный адрес, однако затем заявило, что «происходит явная психологическая атака со стороны рижского руководства, сопровождающаяся маниакальным стремлением организовать всеобщую украинизацию». Посольство не сняло с фасада старую табличку с адресом ул. Антонияс, 2. В Министерстве иностранных дел Латвии и Рижской думе пояснили, что посольство нельзя «заставить» выполнить это требование, потому что на посольство действует Венская конвенция, согласно которой помещения дипломатического представительства неприкосновенны. «Latvijas Avīze» поинтересовалась в посольстве, по какой причине не было выполнено решение думы, но ответа не получило. Тем не менее, мэрия Риги и министерство иностранных дел Латвии, по словам мэра Риги Мартиньша Стакиса, «нашли решение» и заменили указатель.
По состоянию на середину мая 2024 года, на сайте российского посольства его адрес по-прежнему указан как улица Антонияс, 2. В апреле 2024 года полиция начала проверку в адрес таблички «Улица Независимости Украины» возле посольства России. МИД России написал в Твиттере, что согласно Венской конвенции страна пребывания должна обеспечить безопасность и неприкосновенность иностранных дипломатических представительств. «В полицию поступило заявление, все поступившие заявления проходят проверку. В настоящее время выясняются обстоятельства и принятие показаний, что является обычным занятием в рамках ведомственного расследования — никто в настоящее время не привлечен к ответственности», — сообщили в управлении по связям с общественностью полиции.

## Примечательные здания

Улица Украинас Неаткарибас, дом 1.
Музей истории медицины им. Пауля Страдыня

- Дом № 1 — Построен в 1875 году по проекту Генриха Шеля. С 1945 года здесь находился Центральный Комитет комсомола Латвии, в 1950-е годы — Государственное специальное конструкторское бюро сельскохозяйственного машиностроения «ГСКБ», в 1957 году, переехавшее за город (Рамава).

С 1957 года здесь расположен Музей истории медицины имени Пауля Страдыня — один из крупнейших музеев медицины в мире. В экспозиции представлено развитие медицины и фармацевтики с древнейших времён. Отдельный раздел посвящён истории медицины Латвии.
В конце мая в Музее медицины проходят ежегодные мероприятия, посвящённые Дню улицы Николая Рериха.
- Дом № 2 — Посольство России в Латвии. Сразу же после Великой Отечественной войны здесь находилось Министерство культуры Латвийской ССР, дирекция Государственной филармонии и другие значимые общественные организации[23].

С 1960 года там работал Республиканский Дом народного творчества имени Эмиля Мелнгайлиса и научно-методический центр. В те же годы здесь размещалось и Министерство иностранных дел Латвийской ССР.